# おひつじ座TZ星
おひつじ座TZ星 (TZ Arietis) は、おひつじ座の方角にある赤色矮星である。この恒星は太陽から14.7光年と比較的近い位置にいるが、光度が低く12等級にしかならないため、肉眼では見ることができない。閃光星であり、短期間、急に明るくなることがある。
| 太陽 | おひつじ座TZ星 |
| ---- | -------------- |
| 太陽 | Exoplanet      |

## 経緯
固有運動が大きい恒星として、ルイテン、ギクラスのカタログに収録されたことから、存在が知られるようになり、年周視差の測定が行われていたが、当初はそれ以上に関心が持たれる恒星ではなかった。
1968年、セロ・トロロ汎米天文台の60インチ望遠鏡による観測で、この恒星が急激に増光したことが発見された。明るさが最大になった後の減光のしかたから、しし座AD星に似ているとわかり、閃光星ではないかとされた。その後、変光星の命名規則に従い、「おひつじ座TZ星」という変光星名が付与された。

## 惑星系
2019年6月にarXivに提出されたプレプリントでは、おひつじ座TZ星の周囲を公転する3つの太陽系外惑星候補が報告され、その公転周期はそれぞれ2日、240日、770日であった。2020年8月に発表された論文では、240日と770日の惑星が確認され、それぞれ「b」、「c」と命名された。
2022年3月、CARMENESプロジェクトの一環としてスペインのカラル・アルト天文台で観測を行った天文学者は、770日の惑星の独立した確認を報告し、これを「b」と命名した。しかし、彼らは240日の惑星が存在するという証拠を見つけられず、また2日の惑星候補は恒星の自転に関連したものであるとした。なお、NASA Exoplanet Archiveでは、確認された770日の惑星を現在でも「c」と呼称している。
| 名称 （恒星に近い順） | 質量          | 軌道長半径 （天文単位） | 公転周期 (日)     | 軌道離心率 | 軌道傾斜角 | 半径 |
| --------------------- | ------------- | ----------------------- | ----------------- | ---------- | ---------- | ---- |
| b                     | ≥0.21±0.02 MJ | 0.88±0.02               | 771.36+1.34 −1.23 | 0.46±0.04  | —          | —    |